# コロンボ証券取引所
コロンボ証券取引所（コロンボしょうけんとりひきじょ、英語: Colombo Stock Exchange; 略号:CSE）は、スリランカのコロンボにある証券取引所である。1985年に設立された。2021年1月時点の時価総額は5兆4890億ルピー。